# Vito Maria Giovenazzi
Vito Maria Giovenazzi (Castellaneta, 20 febbraio 1727 – Roma, 26 giugno 1805) è stato un abate, archeologo e filologo italiano.

## Biografia

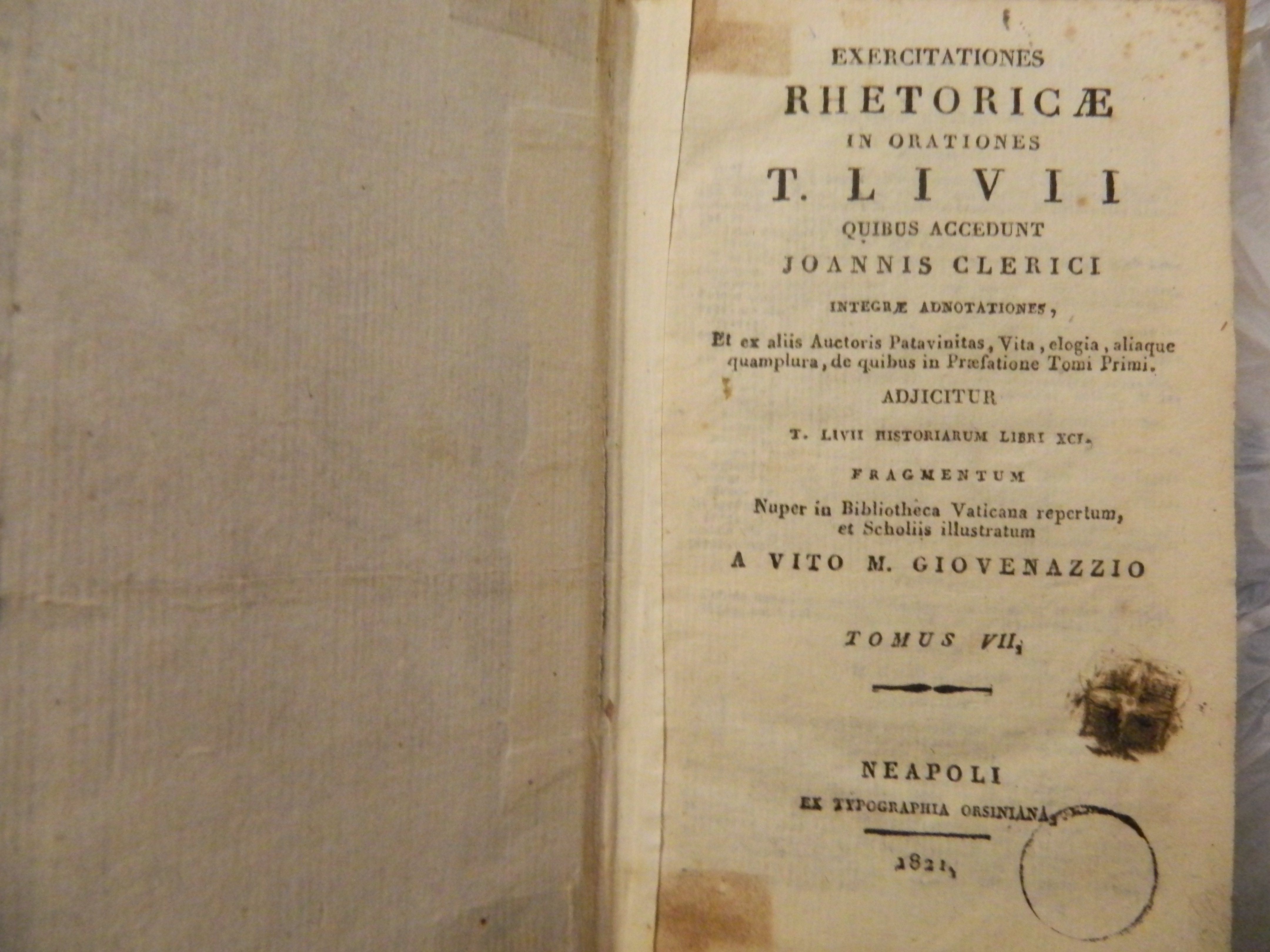
Exercitationes Rhetoricae In Orationes - Tomo VII frammento di T. Livio (stampa originale del 1821)

Ad appena quindici anni entrò a far parte dei gesuiti e si trasferì a Roma.
A ventun'anni divenne insegnante di belle lettere nel collegio dei Gesuiti a Napoli e successivamente di greco e latino a Brindisi, teologia e filosofia a L'Aquila e Salerno, nonché di greco ed ebraico nel ginnasio di San Saverio.
Dopo l'ordinazione sacerdotale, divenne bibliotecario e storiografo della sua comunità religiosa.
Nel 1773 lasciò la Compagnia di Gesù e si aggregò al clero romano, diventando il responsabile della biblioteca del principe Altieri.
Giovenazzi raggiunse la fama con la pubblicazione nel 1773 di un frammento dell'opera di Tito Livio, che egli rinvenne nella Biblioteca Vaticana.
Pubblicò, inoltre, ancora nel 1773, la dissertazione Della città di Aveia ne Vestini, delle osservazioni erudite su alcune pitture scoperte in Laterano e un saggio di erudizione storica e teologica. Pubblicò anche diverse opere poetiche in lingua latina.
Per la sua competenza nel campo delle scienze matematiche fu chiamato da papa Pio VI a lavorare nel progetto di prosciugamento delle paludi pontine. Per il pontefice compose anche diverse orazioni funebri.
I suoi concittadini ricordano la figura di questo umanista attraverso una scuola media a lui dedicata.
Una parte della sua corrispondenza si conserva nei manoscritti della Biblioteca Vaticana

## Opere
- (LA) Vito Maria Giovenazzi, Titi Livi Historiarum libri 91. fragmentum ἀνέκδοτον descriptum et recognitum a cc. vv. Vito M. Giovenazzio Paullo Iacobo Bruns ex schedis vetustissimis Bibliothecae Vaticanae. Eiusdem Giovenazzii in idem Fragmentum scholia, Roma, ex Officina Archangeli Casaletti typographi, & bibliopolae ad D. Eustachii, 1773. URL consultato il 13 luglio 2019.
- Vito Maria Giovenazzi, Della città di Aveia ne Vestini ed altri luoghi di antica memoria dissertazione di Vito Maria Giovenazzi nella quale oltre 23. iscrizioni aneddote, che si riportano a disteso, vengono illustrati, e corretti molti luoghi di scrittori, ed altri antichi monumenti, Roma, nella stamperia di G. Zempel, 1773. URL consultato il 13 luglio 2019.
- Conjetture di alcune antiche pitture presso il Laterano rappresentanti un Epulo Saliare (in Antologia romana, 1783, pp. 313 ss.; ristampate con il suo nome dalla tipografia di Propaganda Fide);
- Viti Mariae Iuvenatii poematum libellus, ad virum amplissimum Josephum Mariam Parthenium, Neapoli : Ex typographia Simoniana, 1786
- In funere Petri III Lusitaniae regis, Neapoli, 1786
- In funere Caroli III Hispaniarum regis, Parmae, 1789;
- Saggio della buona fede e del criterio dell'ex gesuita Bolgeni autore d'un libro sull'episcopato, Firenze, presso Ant. Gius. Pagani e Comp., 1791.